# Клепиков, Александр Григорьевич
Александр Григорьевич Клепиков (23 мая 1950, Ленинград — 26 февраля 2021) — советский спортсмен (академическая гребля), олимпийский чемпион (1976), чемпион мира, заслуженный мастер спорта СССР (1976). Тренер — А. А. Синяков.
Награждён орденом «Знак Почета».
Похоронен на Ковалёвском кладбище Ленинградской области.

## Спортивная карьера
- Олимпийский чемпион 1976 в гребле на четвёрке распашной с рулевым (с В. Ешиновым, Н. Ивановым, М. Кузнецовым и рулевым А. Лукьяновым)
- Чемпион мира 1975 (четвёрка с рулевым)
- 2-кратный чемпион СССР 1977, 1978